# 宇田川竜男
宇田川 竜男（うだがわ たつお、1917年（大正6年） - 2006年（平成18年））は、日本の鳥類学者、麻布大学名誉教授。別名に宇田川辰男、宇田川龍男、宇田川育男。

## 概説
1917年（大正6年）、東京に生まれる。1937年（昭和12年）に東京高等獣医学校を卒業。上野恩賜公園動物園勤務を経て、1947年（昭和22年）に農林省林業試験場鳥獣研究室に移る。後に同研究室長。1958年（昭和33年）に北海道大学から理学博士の学位を授与され、1959年（昭和34年）には日本鳥学会学会賞を受賞した。麻生獣医科大学教授。後に同大学名誉教授。鳥獣類の研究、飼育の第一人者として、総理府動物保護審議会委員、財団法人山階鳥類研究所監査役なども歴任。2006年（平成18年）歿。

## 著書
- 『神さまのいたずら』万記書房、1956年12月1日。doi:10.11501/1376097。
- 『原色野鳥ハンドブック』誠文堂新光社、1957年7月5日。doi:10.11501/1376350。
- 『楽しい小鳥の飼い方』金園社〈金園選󠄁書〉、1958年7月10日。doi:10.11501/2485397。
- 『飼育百科全書』金園社〈実用百科選󠄁書〉、1959年3月30日。doi:10.11501/2488849。
  - 『飼育百科全書』金園社〈実用百科選󠄀書〉、1961年9月30日。doi:10.11501/2495561。
- 『原色飼鳥大図鑑』保育社、1961年1月15日。doi:10.11501/2493691。
- 『野生鳥獣の保護と防除』農林出版、1961年4月30日。doi:10.11501/2497323。
- 『楽しい小鳥の飼い方：誰にも出来る小鳥の巣引法』金園社、1962年。全国書誌番号:63000462。
- 『原色鳥類検索図鑑』北隆館、1964年10月10日。全国書誌番号:64011217。
  - 『原色鳥類検索図鑑』（改訂増補版）北隆館、1978年11月。
  - 『原色新鳥類検索図鑑』森岡弘之（改訂増補版）、北隆館、2003年8月20日。ISBN 4-8326-0752-9。
- 『飼い鳥：観賞と飼育』保育社〈カラーブックス〉、1964年11月1日。doi:10.11501/2504998。
- 『レース鳩：飼い方と訓練法』鶴書房、1965年1月20日。doi:10.11501/2505099。
- 『ネズミ：恐るべき害と生態』中央公論社〈中公新書〉、1965年。全国書誌番号:65005574。
- 『日本鳥類分布生態図説』岩崎書店〈岩崎図説選集〉、1967年4月28日。doi:10.11501/1382229。
- 『飼い鳥の楽しみ方』西東社〈レジャー・シリーズ〉、1968年。全国書誌番号:68009707。
- 『小鳥：飼い方・ふやし方』主婦の友社〈生活をたのしむ本〉、1968年。全国書誌番号:68009974。
- 『伝書バトの楽しみ方』西東社〈レジャー・シリーズ〉、1968年10月20日。全国書誌番号:68011931。
- 『小鳥の上手な飼い方』有紀書房、1968年。全国書誌番号:68011998。
- 『白鳥の大旅行』ポプラ社〈ポプラ社の少年文庫〉、1970年1月。全国書誌番号:45003113。
- 『やさしいハトの飼い方』有紀書房、1970年。全国書誌番号:75060463。
- 『飼鳥・家畜』保育社〈標準原色図鑑全集 第18巻〉、1971年1月25日。doi:10.11501/1383290。
- 『ペットの百科：選び方・飼い方・ふやし方』西東社、1971年。全国書誌番号:75077420。
- 『最新レース鳩入門』実業之日本社、1972年。全国書誌番号:75061490。
- 『小鳥全科：飼育から利殖まで』実業之日本社、1972年。全国書誌番号:75064876。
- 『ネズミの話』北隆館〈よみもの動物記〉、1974年。ISBN 4-8326-0115-6。
- 『カラスの話』小峰書店〈小学生自然科学シリーズ〉、1975年。全国書誌番号:45000281。
- 『けものってこんなもの：哺乳動物の?50問』誠文堂新光社、1976年4月。全国書誌番号:20503815。
- 『インコの上手な飼い方』有紀書房、1977年。全国書誌番号:77024254。
- 『小鳥の飼い方と病気の手当て』梧桐書院、1977年2月。全国書誌番号:77024256。
- 『セキセイインコの飼い方馴し方』池田書店〈ドゥ・ブックス〉、1977年6月。全国書誌番号:77024257。
- 『手のり鳥の飼い方仕込み方』有紀書房、1977年。全国書誌番号:77024258。
- 『ものまね鳥の飼い方仕込み方』有紀書房、1977年。全国書誌番号:77024259。
- 『やさしい小鳥の飼い方ふやし方』新星出版社〈ペット入門シリーズ〉、1978年5月。全国書誌番号:77024259。
- 『やまともりととりと』ポプラ社〈えほん・しぜんシリーズ〉、1979年4月。全国書誌番号:79020410。
- 『小鳥のしゃべらせ方馴らし方』池田書店、1981年2月。全国書誌番号:81025513。
- 『動物おもしろミニ知識』誠文堂新光社、1984年8月。ISBN 4-416-38406-8。
- 『やさしい小鳥の飼い方：たのしいカラー版』有紀書房、1987年9月。doi:10.11501/12640956。ISBN 4-638-01507-7。
- 『ネズミ：小さなけものの軍団』誠文堂新光社〈生き生き動物の国〉、1987年11月。ISBN 4-416-88713-2。
- 『よくわかるインコの飼い方；たのしいカラー版』有紀書房、1989年8月。ISBN 4-638-01508-5。
- 『小鳥百科：上手な飼い方と育て方のすべて』成美堂出版〈カラー図鑑〉、1994年1月。ISBN 4-415-08002-2。
- 『かわいい小鳥の飼い方BOOK：じょうずな育て方・病気の手あて』梧桐書院、1995年8月10日。ISBN 4-340-05105-5。
- 『ハムスター、ウサギ、リス、モルモットの飼い方：チンチラ・スナネズミ・プレーリードッグ・フェレット・こん虫・ハ虫類もOK』梧桐書院、1996年9月。ISBN 4-340-05106-3。
- 『やさしい小鳥の飼い方：セキセイインコ・オウムから輸入野鳥まで：衣食住がよくわかる』有紀書房、1998年5月。ISBN 4-638-01509-3。

### 共著
- 山階芳麿、宇田川龍男、今泉吉典『野鳥野獸500種：携帯図鑑』日本農林社、1954年12月25日。doi:10.11501/1374706。 NCID BB04900117。

### 訳書
- ウィリアム H. エイモス 著、宇田川龍男 訳『島の生きものたち』エヌ・ジー・シー〈世界の大自然を探る 4〉、1981年4月1日。doi:10.11501/12604523。

### 論文
発表した論文等については、大学共同利用機関法人情報・システム研究機構国立情報学研究所が運営する、論文等に関する情報の検索及び閲覧のサービスCiNii Researchの検索結果を参照のこと。
- CiNii Researchの検索結果

## 余聞
- 開高健の出世作である『パニック』は、1957年（昭和32年）2月に朝日新聞夕刊に掲載された宇田川竜男執筆の記事[注 2]に着想を得たという[13][14]。
- 1971年（昭和46年）12月31日に放送された第22回NHK紅白歌合戦では、翌年が子年であることから、「ネズミ博士」として審査員を務めた[15]。

## 脚註

### 註釈
1. ↑   1939年（昭和14年）から1941年（昭和16年）の二か年余りの間、支那事変に従軍している[6]。
2. ↑  宇田川竜男「木曽谷ネズミ騒動記」『朝日新聞夕刊』1957年2月8日。